# Reckless Abandon
| Recensione | Giudizio |
| ---------- | -------- |
| AllMusic   |          |

Reckless Abandon è un album della David Bromberg Band, pubblicato dalla Fantasy Records nel 1977.

## Tracce
Lato A
1. I Want to Go Home – 3:06 (David Bromberg)
2. Stealin' – 3:50 (Gus Cannon)
3. Medley – 3:03
4. Child's Song – 4:42 (Murray McLauchlan)
5. Mrs. Delion's Lament – 4:28 (Jim Ringer)

Durata totale: 19:09
Lato B
1. Medley – 3:16
2. What a Town – 3:17 (Bobby Charles, Rick Danko)
3. Baby Breeze – 3:01 (David Bromberg, Hugh McDonald)
4. Beware, Brother Beware – 7:36 (Dick Adams, Fleecie Moore, Morry Lasco)
5. Nobody's Fault but Mine – 3:48 (Blind Willie Johnson)

Durata totale: 20:58

## Musicisti
I Want to Go Home
- David Bromberg - chitarra, voce
- Dick Fegy - chitarra solista
- Steve Madaio - tromba
- Curt Linberg - trombone
- John Firmin - sassofono tenore
- Hugh McDonald - basso
- Lance Dickerson - batteria
- Steve Forman - percussioni
- Daniel Moore - accompagnamento vocale
- Matthew Moore - accompagnamento vocale
- Jim Price - accompagnamento vocale

Stealin'
- David Bromberg - chitarra acustica, dobro solista, voce, accompagnamento vocale
- Dick Fegy - mandolino
- George Kindler - violino
- Darrell Leonard - tromba
- Curt Linberg - trombone
- John Firmin - clarinetto
- Hugh McDonald - basso, accompagnamento vocale
- Lance Dickerson - batteria, accompagnamento vocale

Medley (Sally Goodin/Old Joe Clark/Wheel Hoss)
- David Bromberg - mandolino solista
- Dick Fegy - mandolino, banjo solista
- George Kindler - violino, mandolino
- Hugh McDonald - basso
- Steve Forman - percussioni

Child's Song
- David Bromberg - chitarra acustica, voce
- Bill Kurausch - strumenti ad arco
- George Kindler - strumenti ad arco
- Buddy Collette - strumenti a fiato
- John Firmin (and Company) - strumenti a fiato
- Hugh McDonald - basso
- Lance Dickerson - batteria
- Steve Forman - percussioni
- Jim Price - accompagnamento vocale

Mrs. Delion's Lament
- David Bromberg - chitarra acustica, voce
- Dick Fegy - chitarra elettrica
- Darrell Leonard - tromba
- Curt Linberg - trombone
- John Firmin - clarinetto
- Hugh McDonald - basso
- Lance Dickerson - batteria

Medley (Battle of Bull Run/Paddy on the Turnpike/Rover's Fancy)
- David Bromberg - chitarra acustica
- Dick Fegy - violino, mandolino
- George Kindler - mandolino solista
- John Firmin - ottavino, pennywhistle
- Hugh McDonald - basso
- Lance Dickerson - batteria
- Steve Forman - percussioni

What a Town
- David Bromberg - chitarra solista, chitarra slide, voce
- Dick Fegy - chitarra
- Peggy Sandvig - pianoforte
- Steve Madaio - tromba
- Curt Linberg - trombone
- Jim Price - trombone
- John Firmin - sassofono tenore, accompagnamento vocale
- Hugh McDonald - basso
- Lance Dickerson - batteria
- Steve Forman - percussioni
- Daniel Moore - accompagnamento vocale
- Matthew Moore - accompagnamento vocale

Baby Breeze
- David Bromberg - chitarra, voce
- Dick Fegy - chitarra solista
- Bill Kurausch - strumenti ad arco
- George Kindler - strumenti ad arco
- Buddy Collette - strumenti a fiato
- John Firmin (and Company) - strumenti a fiato
- Hugh McDonald - basso
- Lance Dickerson - batteria
- Daniel Moore - accompagnamento vocale
- Matthew Moore - accompagnamento vocale
- Jim Price - accompagnamento vocale

Beware, Brother Beware
- David Bromberg - chitarra, voce
- Dick Fegy - chitarra
- Steve Madaio - tromba
- Chuck Findlay - tromba
- Jim Price - trombone
- Trevor Lawrence - sassofono tenore
- Hugh McDonald - basso
- Lance Dickerson - batteria
- Steve Forman - percussioni

Nobody's Fault but Mine
- David Bromberg - chitarra slide solista, voce, accompagnamento vocale
- Dick Fegy - chitarra
- Hugh McDonald - basso
- Lance Dickerson - batteria, accompagnamento vocale
- Steve Forman - percussioni[2]